# Phragmosperma
Phragmosperma is een geslacht van schimmels behorend tot de familie Massarinaceae. De typesoort is Phragmosperma marattiae.

## Soorten
Volgens Index Fungorum telt het geslacht drie soorten (peildatum april 2022):
| Soortnaam               | Auteur(s)              | Publicatiejaar |
| ----------------------- | ---------------------- | -------------- |
| Phragmosperma ilicis    | Sawada                 | 1959           |
| Phragmosperma marattiae | (Henn.) Theiss. & Syd. | 1917           |
| Phragmosperma rickianum | (Rehm) Theiss.         | 1918           |